# Isla Magüeyes
La Isla Magueyes o Isla de Maguey pertenece a Puerto Rico.

## Extensión y localización
Se encuentra a 50 metros de la costa suroeste de Puerto Rico y su extensión es de 7,2 hectáreas (0,028 millas cuadradas; 0,072 km²).

## Entorno natural
Está rodeada de manglares y en el interior tiene un hábitat de matorrales secos. La isla obtiene su nombre de la presencia de un gran número de magueyes (Agave americana). Casi toda la isla esta rodeada de arrecifes de coral.

## Centro de investigación
Hay edificios en el extremo occidental de la isla, asociados con el Departamento de Ciencias del Mar de la Universidad de Puerto Rico en Mayagüez. Es el centro de investigación más importante de la región del Atlántico para el estudio de las ciencias marinas tropicales, debido a su ubicación, instalaciones, e investigadores de primer nivel. Las instalaciones de investigación incluyen el Instituto de Investigación de los Recursos Hídricos y Ambientales de Puerto Rico, el Instituto de Arrecifes de Coral del Caribe (CCRI), el Centro de Investigación y Desarrollo, la Estación de Investigación Agrícola y el Centro de Investigación atmosférico del Caribe (ATMOSCarib).